# Il segno del toro
Il segno del toro (Taurus Rising) è una soap opera australiana in 21 puntate trasmesse per la prima volta nel 1982.
Originariamente destinata ad essere un sostituto di I Sullivans (1976-1983, 1.114 puntate), è incentrata su due ricche famiglie antagoniste di Sydney, i Brent e i Drysdale. A queste si aggiungono altre due famiglie satelliti, i Blake e i Farrer. È una soap di stampo classico condita da gelosie e tradimenti. Fu annullata dopo 21 puntate. La soap è stata poi distribuita in alcuni mercati internazionali ed è stata successivamente venduta alla televisione via cavo americana, distribuita come una miniserie in 21 parti.

## Personaggi e interpreti
- Jennifer Brent, interpretata da Annette Andre.
- Ben Drysdale, interpretato da Alan Cassell.
- Mike Brent, interpretato da Andrew Clarke.
- Libby Hilton, interpretata da Diane Craig.
- Bert Blake, interpretato da Maurie Fields.
- Elizabeth Drysdale, interpretata da Marina Finlay.
- Phil Drysdale, interpretato da Damon Herriman.
- Judy Page, interpretata da Constance Lansberg.
- Sam Farrer, interpretato da Michael Long.
- Faith Drysdale, interpretata da Betty Lucas.
- Alice Blake, interpretata da Linda Newton.
- Marie Farrer, interpretata da Jessica Noad.
- Andy Blake, interpretato da Harry Nurmi.
- Keith Drysdale, interpretato da Andrew Sharp.
- Isabella Drysdale, interpretata da Georgie Sterling.

## Produzione
Il serial fu prodotto da Grundy Television Productions.  Le musiche furono composte da Garry McDonald e Laurie Stone.

### Registi
Tra i registi sono accreditati:
- Pino Amenta
- Igor Auzins
- Marcus Cole
- Gary Conway

### Sceneggiatori
Tra gli sceneggiatori sono accreditati:
- Michael Brindley
- Christine McCourt
- Denise Morgan
- Reg Watson

## Distribuzione
La serie fu trasmessa in Australia nel 1982 sulla rete televisiva Nine Network. In Italia è stata trasmessa con il titolo Il segno del toro a partire dal 27 giugno 1986 in prima serata su Canale 5.